# Condado de Hampshire (Massachusetts)
El condado de Hampshire (en inglés: Hampshire County), fundado en 1662, es uno de los catorce condados del estado estadounidense de Massachusetts. En el 2000 el condado tenía una población de 152 251 habitantes. El condado no tiene sede del condado, pero antes era Northampton, ya que el gobierno del condado fue abolido en 1999.

## Geografía
Según la Oficina del Censo, el condado tiene un área total de 1413 km² (545,6 mi²), de la cual 1370 km² (529 mi²) es tierra y 42 km² (16,2 mi²) (3.01%) es agua.

## Demografía

Pirámide de edad en el condado

En el censo de 2000, hubo 152,251 personas, 55,991 hogares, y 33,818 familias residiendo en el condado. La densidad poblacional era de 288 personas por milla cuadrada (111/km²). En el 2000 había 58,644 unidades unifamiliares en una densidad de 43 km² (16,6 mi²). La demografía del condado era de 91.10% blancos, 1.96% afroamericanos, 0.19% amerindios, 3.40% asiáticos, 0.05% isleños del Pacífico, 1.50% de otras razas y 1.80% de dos o más razas. 3.42% de la población era de origen hispano o latino de cualquier raza. 88.8% de la población hablaba inglés y 3.4% español en casa como lengua materna. 
La renta per cápita promedia del condado era de $46,098, y el ingreso promedio para una familia era de $57,480. En 2000 los hombres tenían un ingreso per cápita de $39,327 versus $30,362 para las mujeres. El ingreso per cápita para el condado era de $21,685 y el 9.4% de la población estaba bajo el umbral de pobreza nacional.